# KF Feronikeli
KF Feronikeli is een Kosovaarse voetbalclub uit Gllogovc.
De club werd in 1974 opgericht en was nauw verbonden met de lokale mijnbouw- en metaalbewerkingsindustrie sinds die zich in 1984 daar vestigde. KF Feronikeli speelt de thuiswedstrijden in het Stadiumi Rexhep Rexhepi dat plaats biedt aan 6000 toeschouwers en in 2015 gereed kwam. Het stadion is vernoemd naar een voormalige aanvoerder van de club die vocht in het bevrijdingsleger van Kosovo en op 12 februari 1999 omkwam door toedoen van het Servische leger.
KF Feronikeli won in 2012 de Liga e Parë en promoveerde naar het hoogste niveau, de Raiffeisen Superliga. In 2014 won de club de Kupa e Kosovës (Kosovaarse beker) en de Kupa e Pavarsisë (Onafhankelijkheidsbeker, een vriendschappelijk toernooi in het Albanese Vlorë georganiseerd door de Kosovaarse- en Albanese voetbalbond). In 2015 werd de club landskampioen en won ook de beker en de supercup. Ook in 2016 werd KF Feronikeli landskampioen en omdat Kosovo in mei 2016 werd toegelaten tot de UEFA, zou de club mogen deelnemen aan de eerste voorronde van de UEFA Champions League 2016/17. Feronikeli kreeg echter, net als alle Kosovaarse clubs, geen licentie om deel te nemen.

## Erelijst
- Superliga (Kosovo)

2015, 2016, 2019
- Liga e Parë

2012
- Kupa e Kosovës

2014, 2015, 2019
- Superkupa e Kosovës

2015, 2019
- Kupa e Pavarsisë

2014

## Feronikeli in Europa
#Q = #kwalificatieronde, #R = #ronde, T/U = Thuis/Uit, W = Wedstrijd, PUC = punten UEFA coëfficiënten .
Uitslagen vanuit gezichtspunt KF Feronikeli
| Seizoen | Competitie       | Ronde | Land               | Club                | Totaalscore | 1e W    | 2e W    | PUC |
| ------- | ---------------- | ----- | ------------------ | ------------------- | ----------- | ------- | ------- | --- |
| 2019/20 | Champions League | vr    | Vlag van Gibraltar | Lincoln Red Imps FC | 1-0         | 1-0 (T) |         | 2.5 |
|         |                  | vr    | Vlag van Andorra   | FC Santa Coloma     | 2-1         | 2-1 (T) |         | 2.5 |
|         |                  | 1Q    | Vlag van Wales     | The New Saints FC   | 2-3         | 2-2 (U) | 0-1 (T) | 2.5 |
| 2019/20 | Europa League    | 2Q    | Vlag van Slowakije | Slovan Bratislava   | 1-4         | 1-2 (U) | 0-2 (T) | 2.5 |

Totaal aantal punten voor UEFA coëfficiënten: 2.5
Zie ook
- Deelnemers UEFA-toernooien Kosovo
- Ranglijst van alle clubs die in de diverse Europa Cups zijn uitgekomen

Besa ·
KF Dinamo Ferizaj ·
Feronikeli ·
Istogu ·
KEK ·
Kika ·
2 Korriku ·
Liria ·
Prizren ·
Ramiz Sadiku ·
Rilindja ·
Suhareka ·
Tefik Çanga ·
Trepça ·
Trepça'89 ·
Vëllaznimi ·
Vjosa ·
Vushtrria ·